# درتین
درتین (به صربی: Deretin) یک روستا در صربستان است که در ایوانئیتسا واقع شده‌است.
 درتین ۱۶٫۶۳ کیلومتر مربع مساحت و ۱۷۵ نفر جمعیت دارد.